# Diecezja Cremony
Diecezja Cremony – diecezja Kościoła rzymskokatolickiego we Włoszech, a ściślej w Lombardii. Została erygowana w IV wieku. Należy do metropolii Mediolanu.

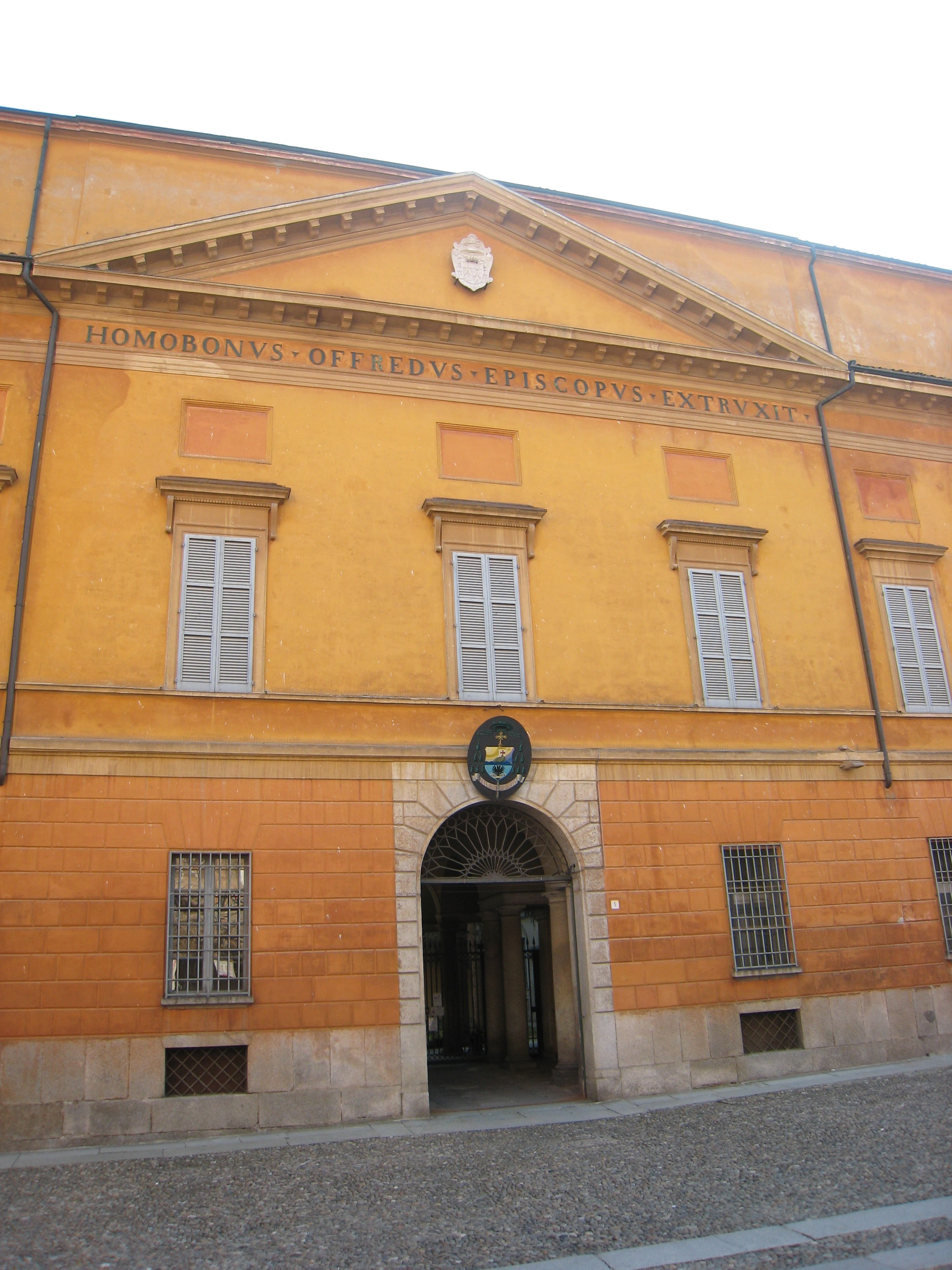
Pałac Biskupi w Cremonie